# Бурения
Бурения (лат. Buerenia) — род грибов из семейства Протомициевые (Protomycetaceae), содержит два или три вида. Виды бурении — паразиты растений семейства Зонтичные (Apiaceae), вызывают образование галлов.

## Таксономия
Род Бурения образован путём объединения в нём двух видов, описанных в начале XX века в составе родов Протомицес (Protomyces) — Protomyces inundatus и Тафридиум (Taphridium) — Taphridium cicutae. Типовой вид рода — Buerenia cicutae (Lindr.) M.S. Reddy & C.L. Kramer, 1975.

## Морфология
На стеблях и листьях поражённых растений наблюдается образование мелких галлов, может появляться пятнистость.
Аскогенные клетки (см. в статье Протомициевые#Морфология) формируются в тканях растения, не образуя сплошного слоя. Они образуются интеркалярно (между соседними клетками гиф мицелия), имеют шаровидную или широкоэллипсоидную форму, гладкие, буроватые или светло-коричневые, покрыты тонкостенной (до 3 мкм) оболочкой. Аскогенные клетки освобождаются путём разрыва галлов и прорастают без образования синасков (см. в статье Протомициевые#Морфология) и без периода покоя, в лаборатории их прорастание наблюдалось через неделю при помещении во влажные условия.

## Виды
- Buerenia cicutae вызывает галлы и пятнистость у вёха ядовитого (Cicuta virosa), известна в Северной Европе (Финляндия)[1].
- Бурения пойменная (Buerenia inundata) встречается на видах сельдерея (Apium), моркови (Daucus) и поручейника (Sium) в Западной Европе. Жизненный цикл этого вида был подробно исследован[1].
- Buerenia myrrhidendri описана в 1995 году в Коста-Рике на плодах растения Myrrhidendron donnell-smithii[4]. Этот вид не включён в список признанных в базе данных Species Fungorum.